# Битва при Ольпах
Битва при Ольпах — сражение Пелопоннесской войны в 426 году до н. э. между войсками Афин и Спарты.
В 426 году до н. э. 3000 гоплитов из Амбракии вторглись в Амфилохийский Аргос в Аканарнании в заливе Ионического моря и заняли крепость Ольпы. Акарнанцы попросил помощи у афинского полководца Демосфена и у 20 Афинских кораблей, находящихся поблизости под командованием Аристотеля и Гиерофона. Амбракийцы попросили помощи у Эврилоха из Спарты, сумевший провести свою армия мимо акарнанцев незаметно. После этого Демосфен прибыл в залив ниже Ольп со своими кораблями, 200 гоплитов и 60 лучников. Он соединился с акарнанской армией и разбил лагерь в овраге напротив Эврилоха, где обе стороны готовились пять дней. Так как амбракиотов и пелопоннесцев было больше, Демосфен устроил засаду с 400 гоплитов из Акарнании, чтобы использовать в бою.
Демосфен составлявшие правое крыло афинян-во главе армии с афинской и Мессинский войска с центра и левого крыла образуется Acarnanians и Amphilochians. Еврилох образовали левое крыло своей армии, прямо напротив Демосфен, с амбракиотами и мантинейцами формирования остальной части линии. Когда начался бой, Эврилох быстро обошел Демосфена и окружил его, когда акарнанцы начали свою засаду, вызвав панику среди других солдат, когда Эврилох был убит. Амбракиотв нанесли поражение левому крылу акарнанцев и амфилохийцев, стаои гнать их обратно в Аргос, но сами были побеждены остальные акарнанцами, когда те вернулись. Демосфен потерял около 300 человек, но вышел победителем, когда битва завершилась поздно вечером.
На следующий день, Менедай, который принял командование, когда Эврилох был убит, пытался договориться о перемирии с Демосфеном. Демосфен только позволил бы руководителям армии, чтобы избежать. Это была психологическая борьба Демосфена "...дискредитировать Лакедемонянам и Пелопоннесцев с эллинов в тех краях, как предатели и шкурники". однако, некоторые из Ambraciots попытались скрыться с Menedaius и другие командиры. Акарнанцы преследовали их, животных Menedaius, чтобы избежать, как договорились, и погибло около 200 Ambraciots.
Между тем Демосфен узнал, что вторая армия из Амбракии шла к Ольпам. Эти амбракиоты разбили лагерь на дороге к форту на Идомене, не зная о поражении предыдущего дня. Демосфен застал их врасплох есть по ночам, притворившись союзником амбракиотов, и убил большинство из них, остальные убежали в горы или в море, где они были захвачены 20 Афинских кораблей. В целом, амбракиоты потеряли около 1000 человек за два дня.
Хотя Демосфен мог бы легко покорить Амбракию, он не успел, потому что его союзники опасались усиления Афин в этом регионе и поэтому акарнанцы и амбракиоты подписали 100-летний мирный договор с ними.